# Лонґстеп
«Лонґстеп» (англ. Exercise Longstep) — десятиденні військово-морські навчання НАТО, що проводилися в Середземному морі у листопаді 1952 року під командуванням американського адмірала Роберта Карні, головнокомандувача ОЗС НАТО в Південній Європі (CINCAFSOUTH). У навчаннях взяли участь більше 170 військових кораблів і 700 літаків, а під час навчань була здійснена масштабна висадка десанту вздовж західного узбережжя Туреччини.
Під час навчань «Лонґстеп» проводилось комбіноване тренування з координації радіо- та дротового зв'язку між судами, літаками і наземними силами, що представляли шість країн та п'ять мов. Навчання були ранньою спробою інтегрувати різні військово-морські сили в більш об'єднані сили під командуванням НАТО. Разом із навчаннями «Ґренд Слем» ці навчання послужили прототипом для майбутніх морських навчань НАТО в Середземному морі під час Холодної війни.

## Передумови
В січні 1950 року Північноатлантична рада схвалила військову стратегію НАТО зі стримування радянської агресії. Військове планування НАТО набуло актуальності з початком Корейської війни, яка спонукала НАТО створити 2 квітня 1951 року Стратегічне командування ОЗС НАТО в Європі (SHAPE) під керівництвом генерала армії США Дуайта Ейзенхауера. Навчання «Лонґстеп» були одними з перших військово-морських навчань для ОЗС НАТО в Південній Європі — південного регіонального командування SHAPE.

## Структура командування
Головнокомандувачем навчань був американський адмірал Роберт Карні — головнокомандувач ОЗС НАТО в Південній Європі (CINCSOUTH). Командувачами компонентів AFSOUTH під час навчань були:
- Об'єднані ВПС (AIRSOUTH) — генерал-майор Девід Шлаттер (ВПС США);
- Об'єднані сухопутні сили (LANDSOUTH) — генерал-лейтенант Мауріціо Лаццаро Де Кастільоні (італійська армія);
- Об'єднані ВМС (NAVSOUTH) — віце-адмірал Джон Кессіді (ВМС США).

## Проведення навчань
Метою союзних («блакитних») сил було вибити ворожі сили нападників («зелених») з окупованих ними позицій у Східному Середземномор'ї. Зелені сили складалися з італійського 56-го тактичного авіаційного командування і підводних човнів США, Великої Британії, Франції, Греції та Туреччини, які підстерігали у засідці блакитний десантний конвой, що вирушав з італійських портів. Більше 170 бойових кораблів і 700 літаків були залучені до навчань.
Блакитні морські сили були зосереджені навколо Шостого флоту США під командуванням американського віце-адмірала Джона Кессіді та авіаносців Franklin D. Roosevelt і Wasp. Американська та італійська авіація атакувала блакитні морські сили, а блакитна палубна авіація наносила контратаки на зелені військові об'єкти на півночі Італії. Навчання «Лонґстеп» закінчилися висадкою десанту в затоці Лебедос на південь від Ізміру (Туреччина) за участю 3000 французьких, італійських і грецьких військ, в тому числі 3-го батальйону 2-ї дивізії Корпусу морської піхоти, під загальним командуванням генерала Роберта Хогабума (Корпус морської піхоти).
При висадці в затоці Лебедос італійці пішли на берег в час Ч мінус шість в відволікаючу атаку на сусідні острови Доганбей. За ними пішов головний десант на чолі з американськими морськими піхотинцями разом з французькими і грецькими військами. Забезпечивши плацдарм і створивши оборонний периметр, десант завантажився обратно на десантні кораблі у відкритому морі, завершивши навчання «Лонґстеп».

## Підрозділи авіаносної авіації
17-а авіаносна авіагрупа (CVG-17) на USS Franklin D. Roosevelt (CVB-42):
| - 174-а винищувальна ескадрилья (VF-174): Vought F4U-4 Corsair - 172-а винищувальна ескадрилья (VF-172): McDonnell F2H-2 Banshee - 175-а штурмова ескадрилья (VA-175): Douglas AD-4/4L Skyraider - 3-я важка штурмова ескадрилья (VAH-3): Douglas A3D-1 Skywarrior | - 62-а складена ескадрилья флоту (VC-62), загін: McDonnell F2H-2P Banshee - 33-я складена ескадрилья флоту (VC-33), загін: Douglas AD-4N Skyraider - 12-а складена ескадрилья флоту (VC-12), загін: Douglas AD-4W Skyraider - 2-а допоміжна вертольотна ескадрилья (HU-2), загін: Piasecki HUP-1 |

18-а авіаносна авіагрупа (CVG-18) на USS Wasp (CV-18):
| - 14-а винищувальна ескадрилья (VF-12): Vought F4U-4 Corsair - 12-а винищувальна ескадрилья (VF-12): McDonnell F2H-2 Banshee - 15-а штурмова ескадрилья (VA-15): Douglas AD-4 Skyraider | - 62-а складена ескадрилья флоту (VC-62), 38-й загін: McDonnell F2H-2P Banshee - 12-а складена ескадрилья флоту (VC-12), 38-й загін: Douglas AD-4W Skyraider - 2-а допоміжна вертольотна ескадрилья (HU-2), загін: Piasecki HUP-1 |